# 27-es busz (Székesfehérvár)
A székesfehérvári 27-es jelzésű autóbusz az Autóbusz-állomás és az Európa Ipari Park között közlekedett, a gyári műszakváltások idején. 2012. március 15-étől csak munkanapokon járt, 2024. április 2-ával megszűnt. A viszonylatot a Volánbusz üzemelteti.

## Útvonala
| Európa Ipari Park felé | Autóbusz-állomás felé |
| --- | --- |
| Autóbusz-állomás vá. – Piac tér – Palotai út – Schwäbisch Gmünd utca – Mátyás király körút – Szekfű Gyula utca – Berényi út – Szent Flórián körút – Aszalvölgyi út – Európa Ipari Park vá. | Európa Ipari Park vá. – Aszalvölgyi út – Szent Flórián körút – Berényi út – Szekfű Gyula utca – Mátyás király körút – Schwäbisch Gmünd utca – Palotai út – Piac tér – Autóbusz-állomás vá. |

## Megállóhelyei
| 0  | Autóbusz-állomás végállomás         | 15 | 10, 11, 11A, 12, 12A, 12Y, 13, 13A, 13G, 13Y, 14, 14G, 15, 15Y, 26, 26A, 26G, 36, 37, 38, 40, 41, 42, 43, 44 707, 718, 747, 748, 749, 750, 751, 757, 758, 759, 8000, 8001, 8002, 8010, 8011, 8013, 8030, 8032, 8033, 8035, 8037, 8039, 8040, 8046, 8047, 8048, 8049, 8050, 8055, 8060, 8062, 8065, 8066, 8067, 8068, 8069, 8070, 8078, 8080, 8086, 8090, 8092, 8093, 8095, 8096, 8097, 8098, 8099 1172, 1173, 1174, 1204, 1205, 1215, 1229, 1507, 1510, 1512, 1529, 1563, 1706, 1707, 1734, 1758, 1803, 1808, 1809, 1822, 1823, 1824, 1826, 1840, 1841, 1842, 1843, 1844, 1845, 1853 | Autóbusz-állomás, Alba Plaza, Belváros                                                   |
| 2  | György Oszkár tér                   | 13 | 10, 11, 12, 13, 14, 17, 26, 26A, 26G, 36, 37, 38 | Vasvári Pál Általános Iskola                                                             |
| 4  | Ybl Miklós lakótelep                | 11 | 16, 17, 26, 26A, 26G, 30, 38 | Novotel, Domus                                                                           |
| 6  | II. Rákóczi Ferenc Általános Iskola | 9  | 26, 26A, 26G, 38 718, 8010, 8011, 8013 | II. Rákóczi Ferenc Általános Iskola, Székesfehérvári Városi Bíróság, Evangélikus templom |
| 8  | Királykút lakónegyed                | 7  | 26, 26A, 26G, 32, 38 |                                                                                          |
| 9  | Olaj utca                           | 6  | 26, 26A, 32, 38 |                                                                                          |
| 10 | Vértanú utca                        | 5  | 26, 26A, 26G, 32, 38 718, 8010 | Csutora temető                                                                           |
| 11 | Álmos vezér utca                    | 4  | 26, 26A, 26G, 32, 38 |                                                                                          |
| 14 | Csucskai utca                       | 1  | 23, 38, M26 | PCE Paragon Solutions Kft.                                                               |
| 15 | Európa Ipari Park végállomás        | 0  | 38, M26 | Visteon Hungary Kft.                                                                     |